# Biserica de lemn din Palanga

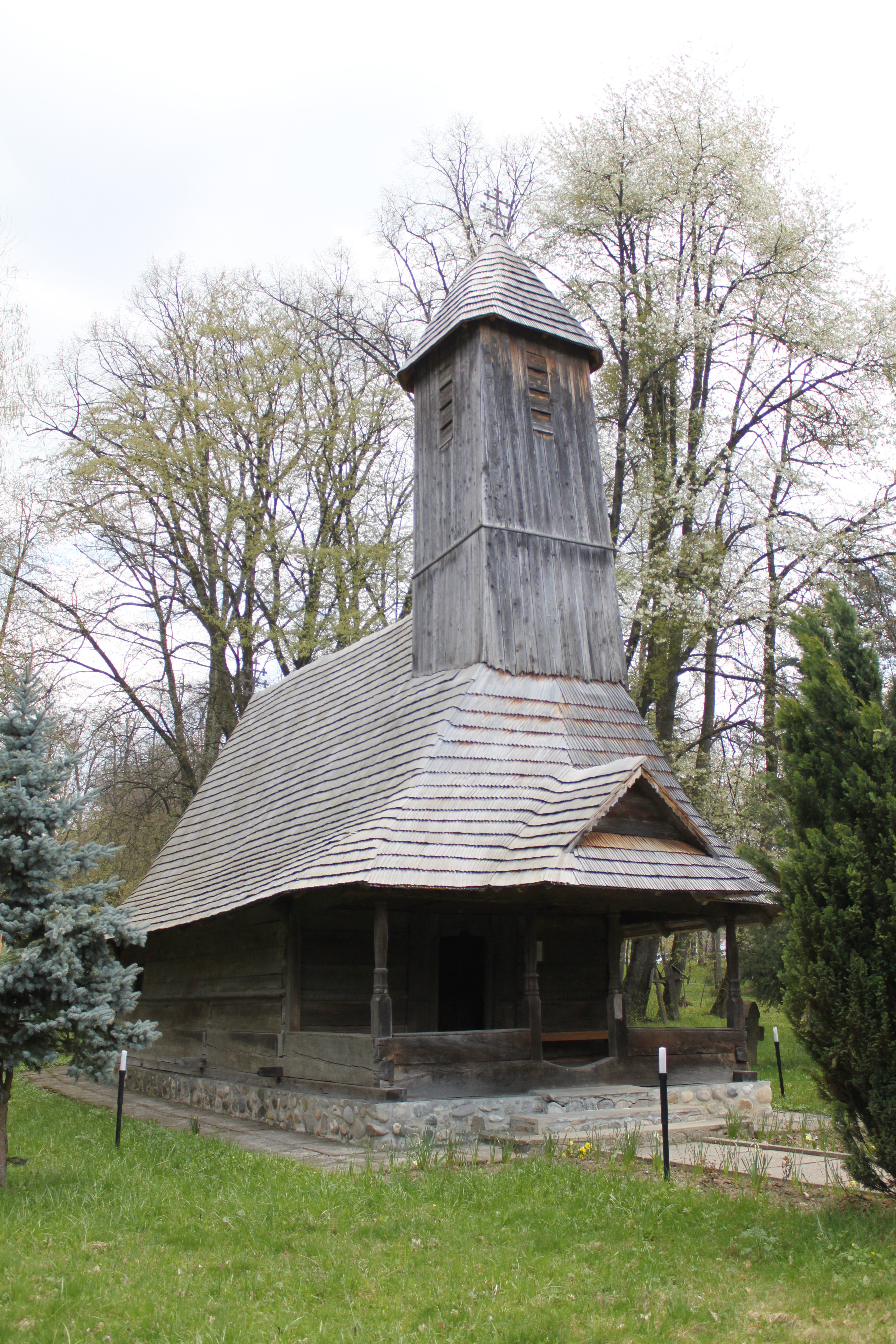
Biserica de lemn din Palanga, foto: 2010

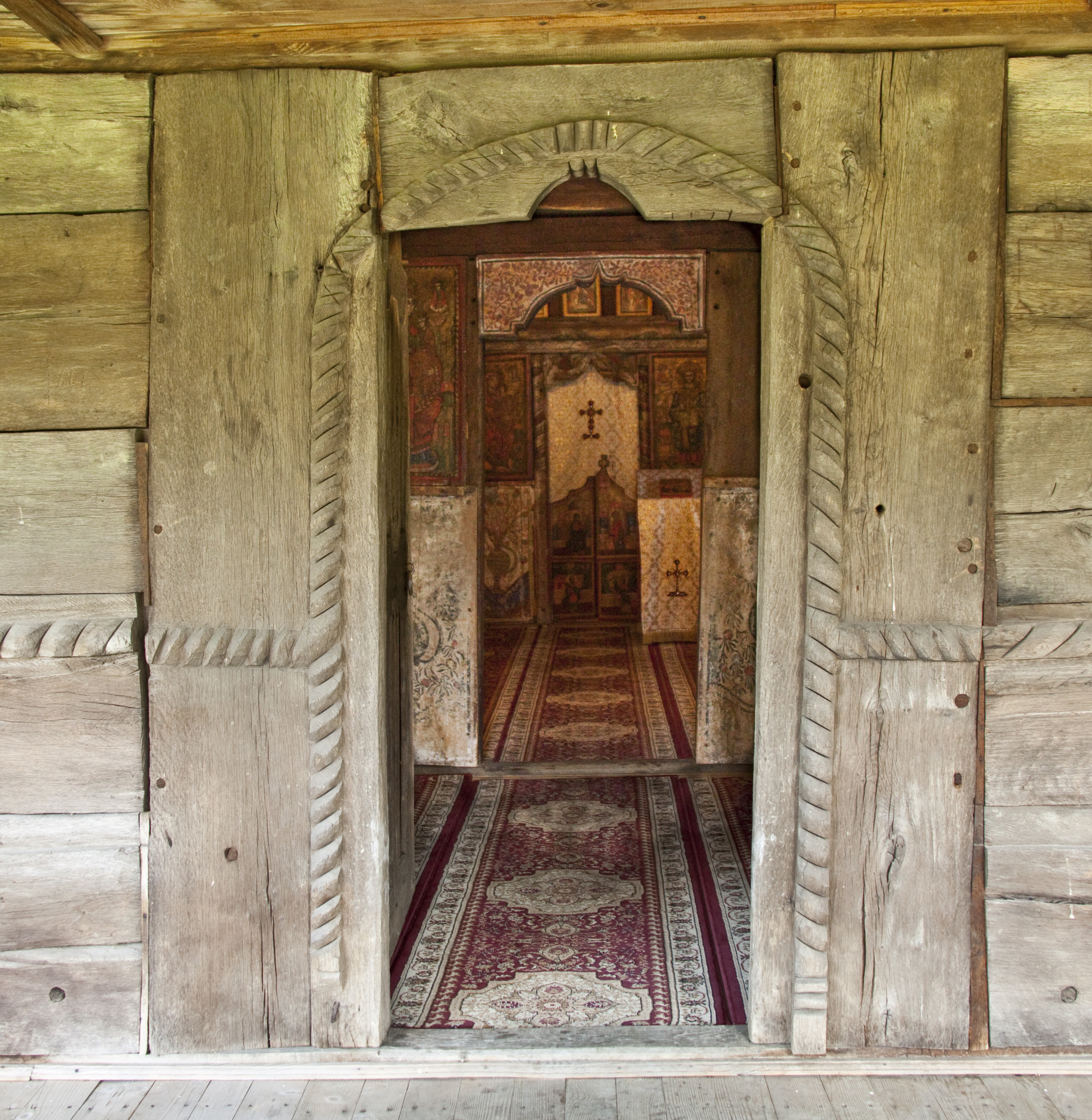
Intrarea în biserică, foto: 2010

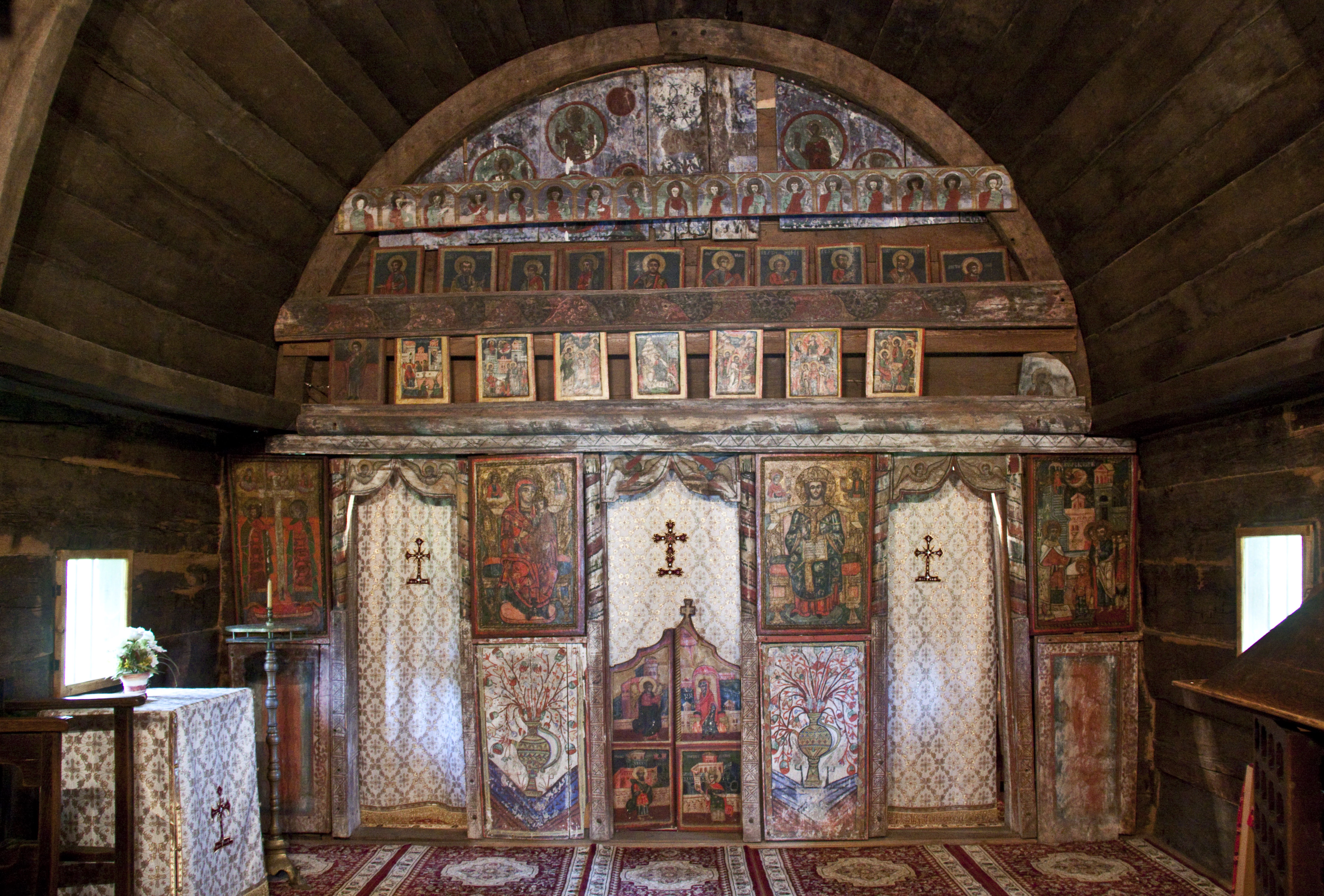
Iconostasul bisericii, foto: 2010

Biserica de lemn din Palanga, comuna Amărăști, județul Vâlcea a fost salvată de la dispariție prin mutarea și restaurarea ei în parcul Mănăstirii Curtea de Argeș, județul Argeș. Construită înainte de anul 1847, biserica are hramul "Intrarea în biserică a Maicii Domnului". Alături de bisericile de lemn din Podu Broșteni, județul Argeș și din Drăganu-Olteni, județul Argeș, acestă biserică formează Rezervația de arhitectură și artă bisericească înființată în parcul Mănăstirii Curtea de Argeș, având codul LMI AG-II-m-A-13628.06.

## Istoric
Vechimea bisericii este dificil de precizat în lipsa documentelor. Formal poate fi datată din a doua jumătate a secolului 18 până spre mijlocul secolului 19. Însemnările de la 1847 de pe icoanele împărătești și o incizie din același an pe portalul de la intrare indică o înzestrare cu imaginile necesare și eventual alte intervenții la structura și învelișul construcției. Se disting îndeosebi activitatea zugravilor din Dozești semnați pe icoane: „1847 noe[m]vrie 24 Popa Ioan zugrav, Ioan zugrav Dozescu”, „1847 de măna lui Ioan zugrav Dozescu”, „1847 de măna lui Ioan zugrav satu Dozeștii”. O a patra icoană este datată din 1878, anul după dobâdirea independenței, și păstrează următoarea însemnare: „Această icoană este făcută de Nedelcu, Ned[e]lcu, Av[r]a[m] și zugrăvită de Constandin în anul 1878, fe[bruarie] 10.”

## Imagini exterior

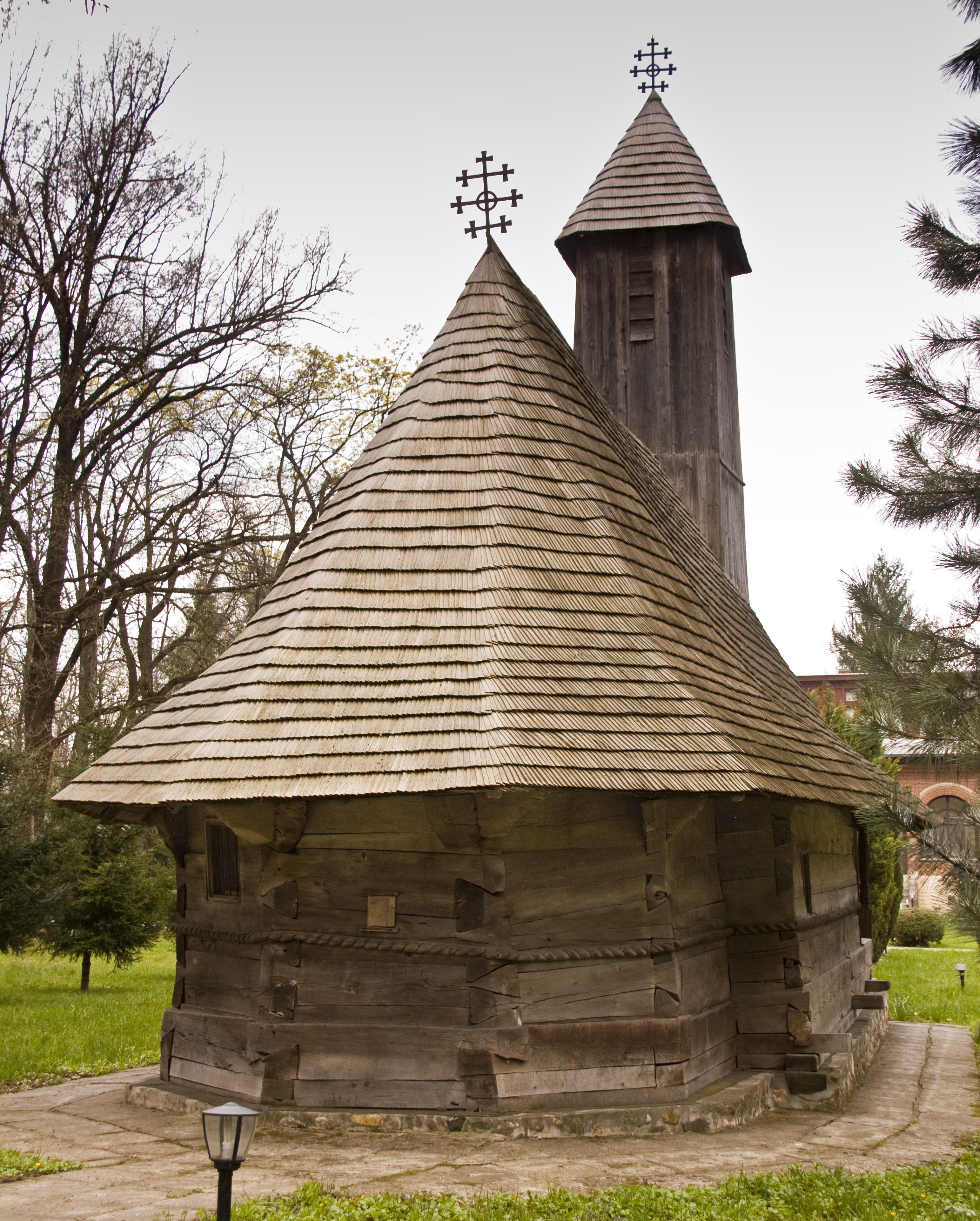
la răsărit
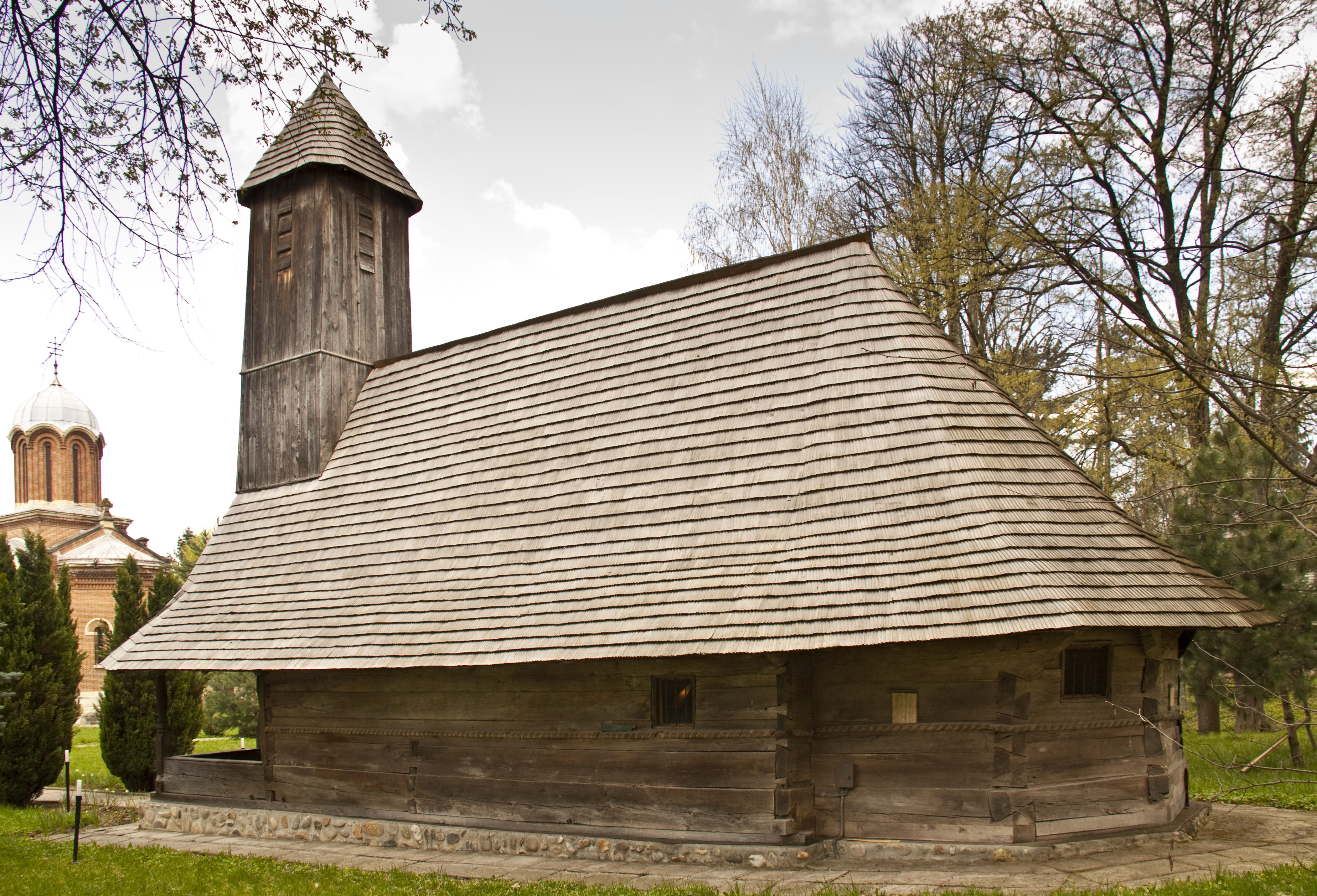
sud
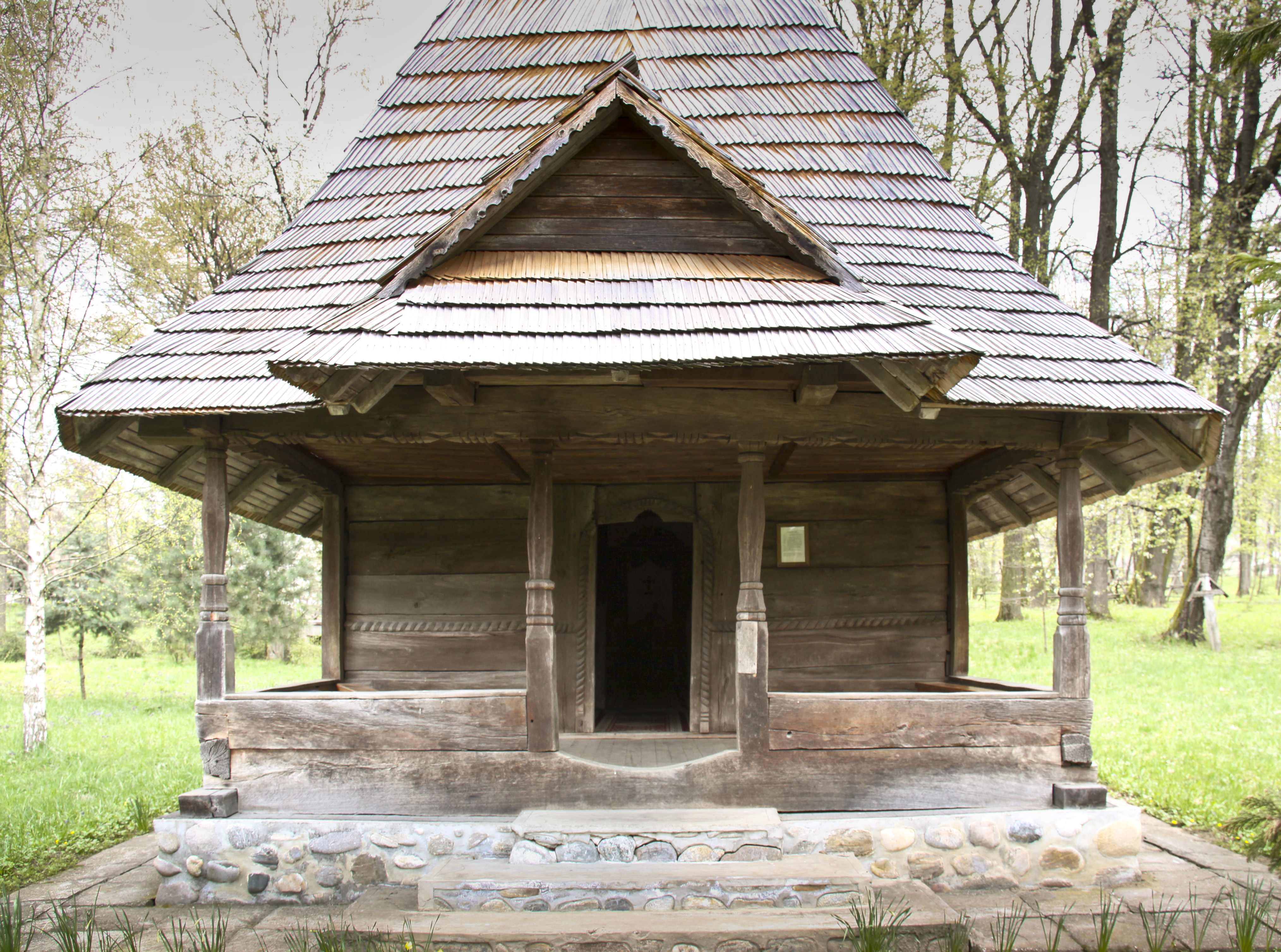
pridvor
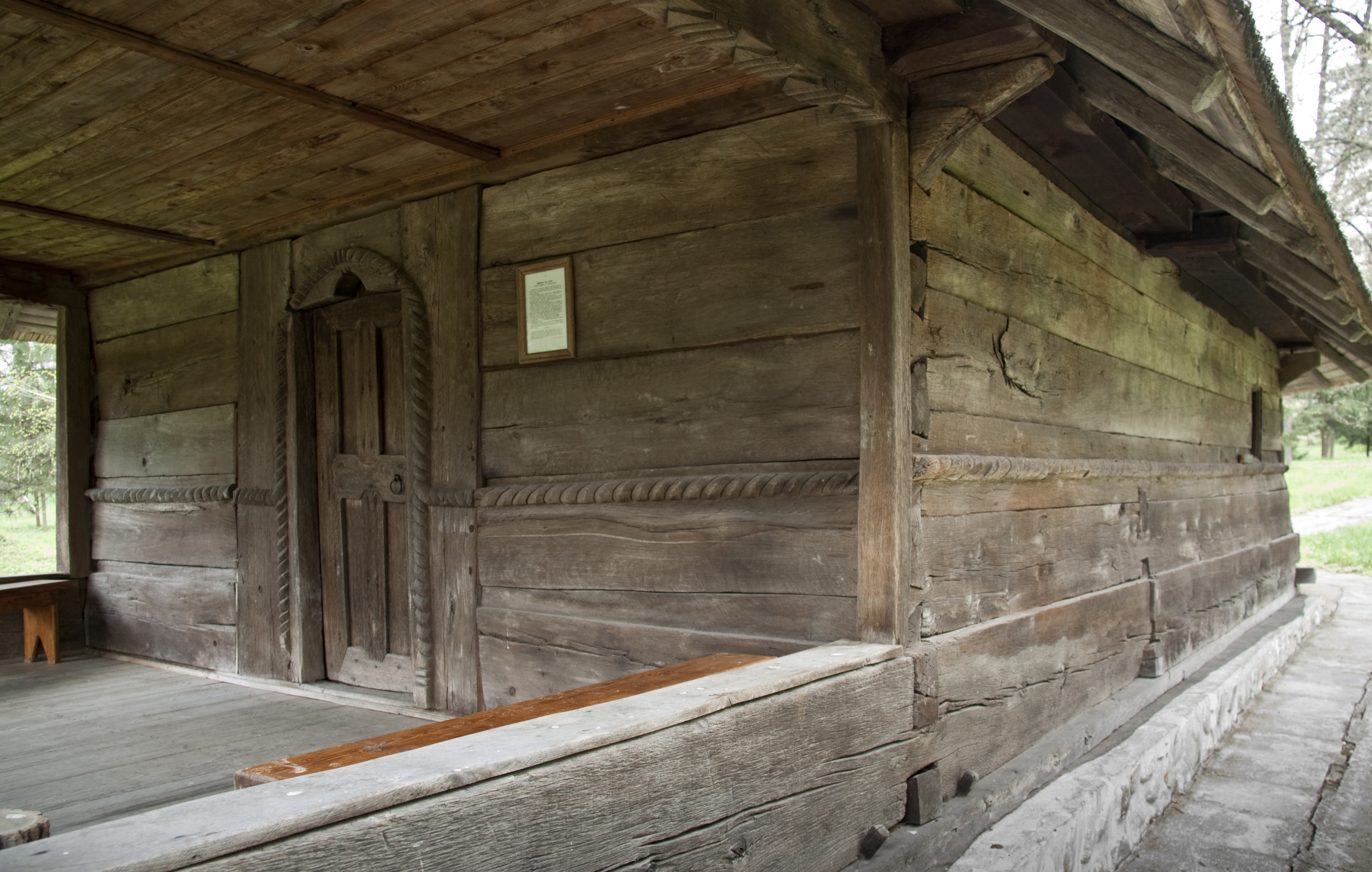
butea, sud-vest
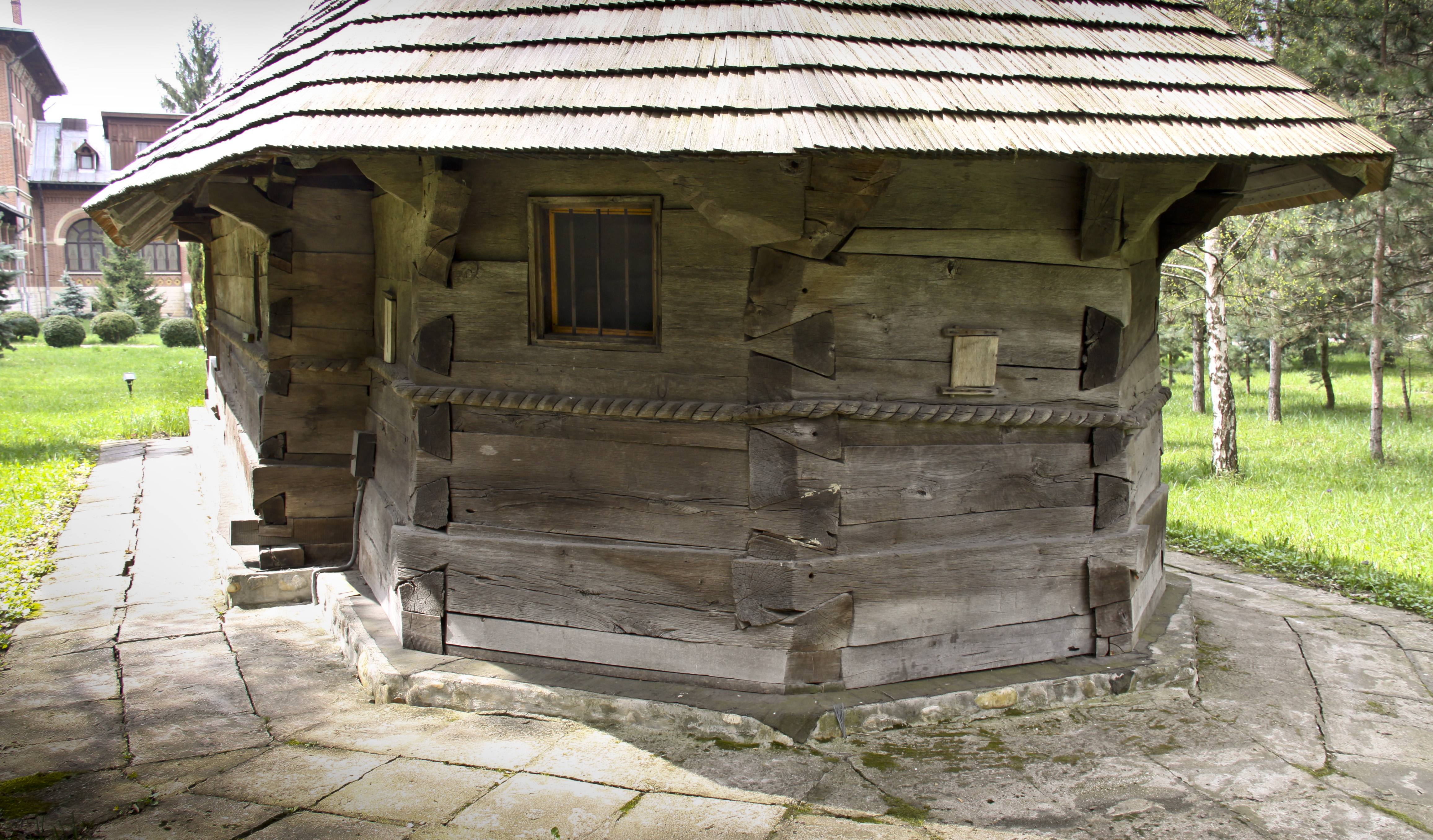
sud-est
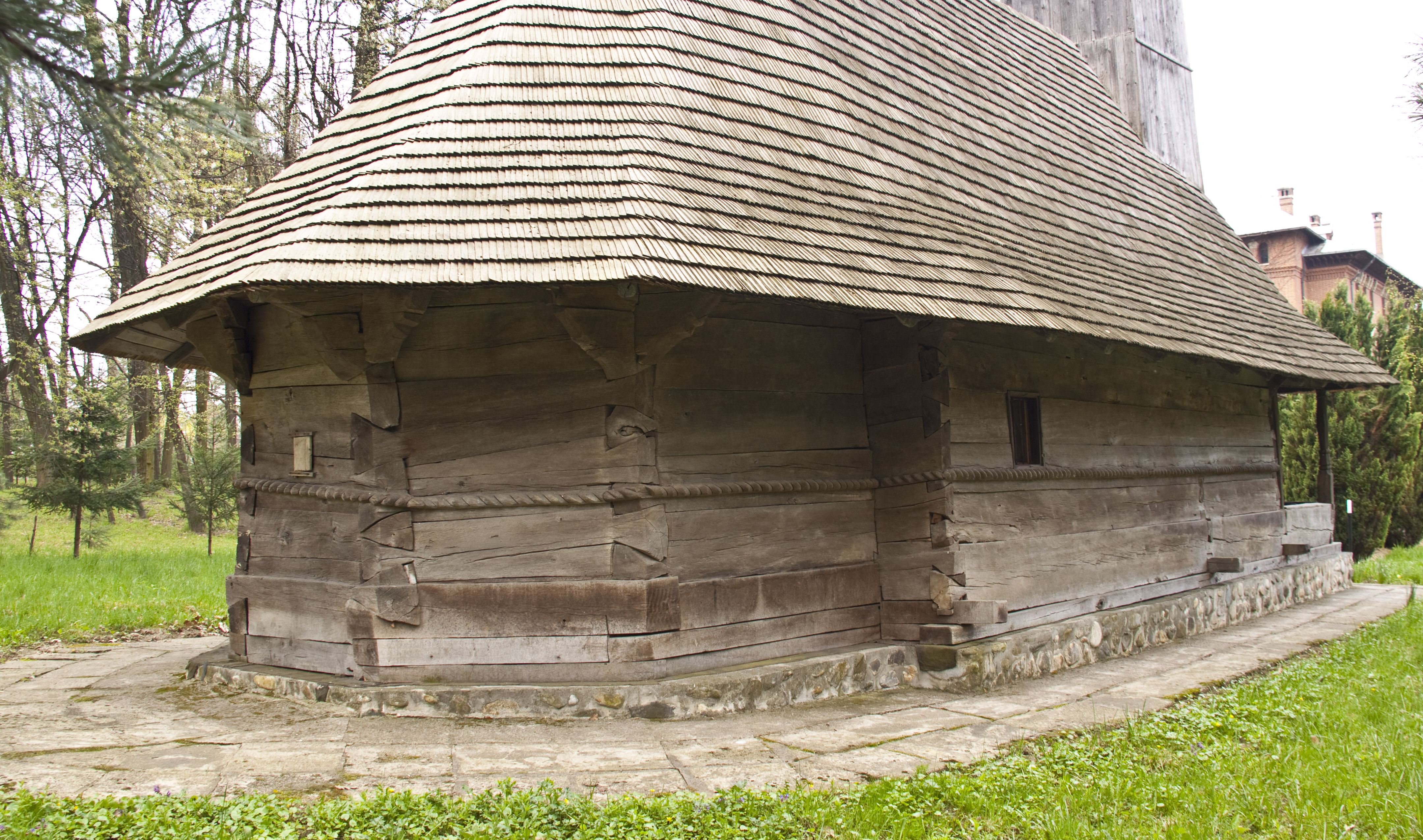
nord-est
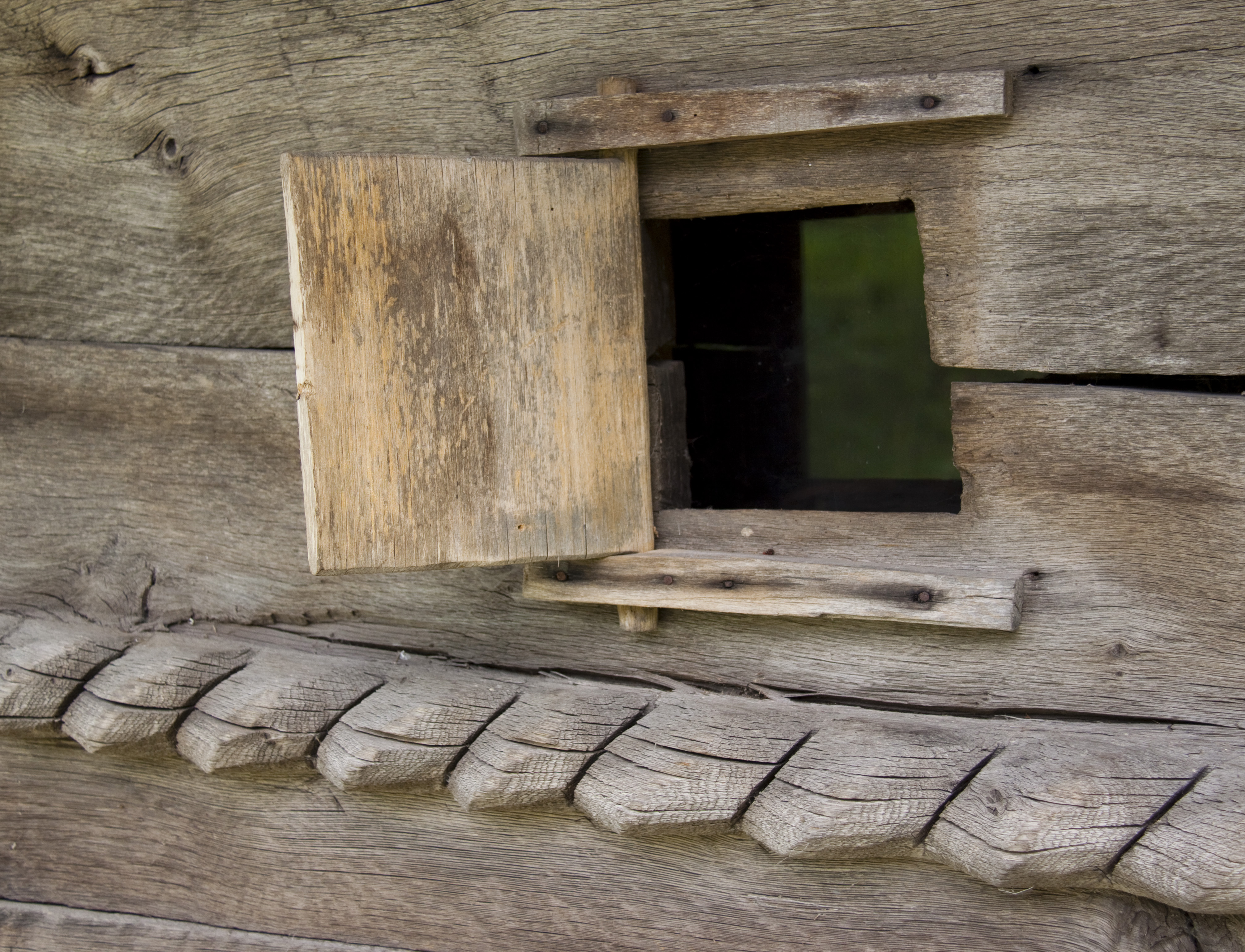
fereastră în axul altarului
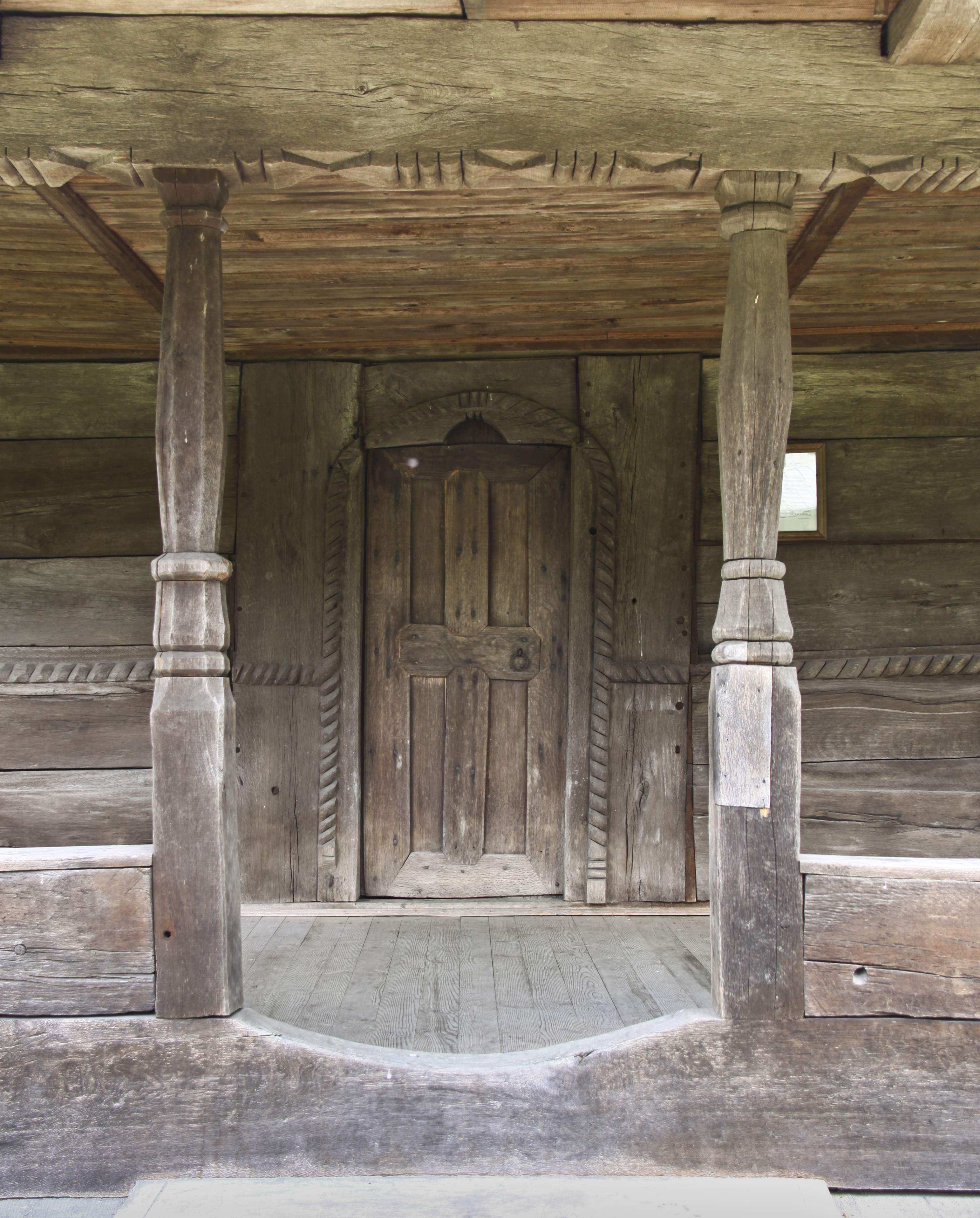
intrare în pridvor
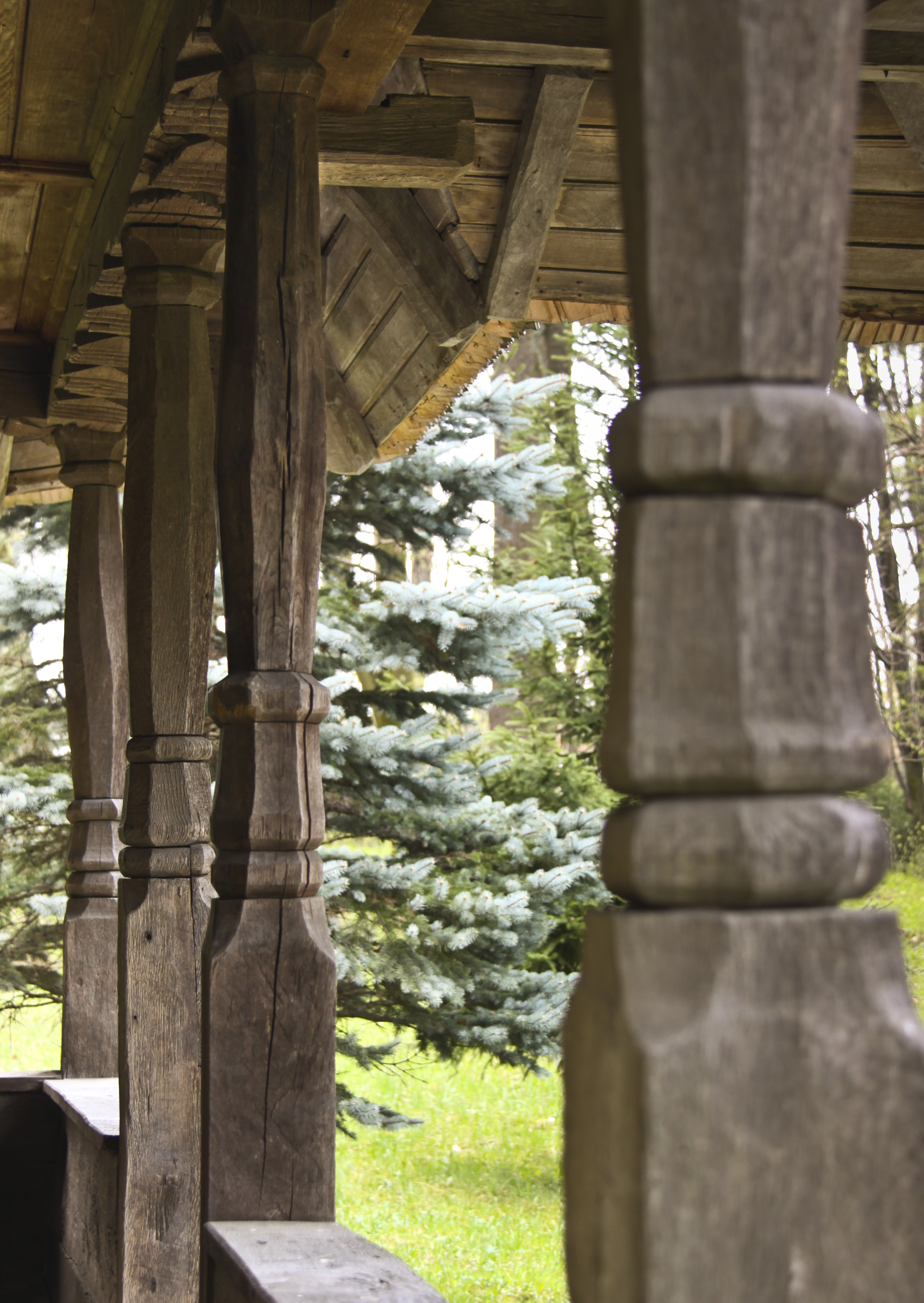
stâlpii pridvorului
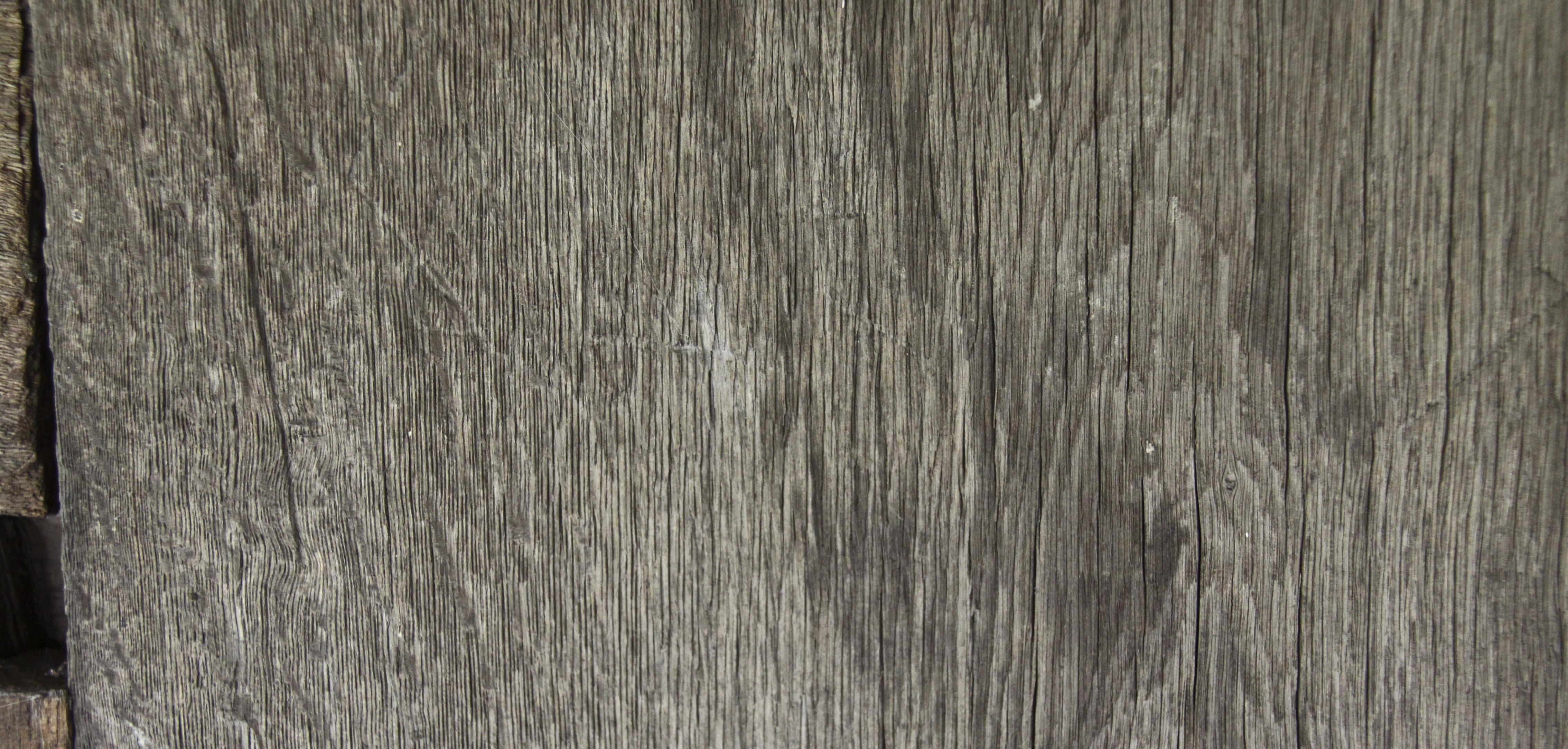
1847

## Imagini interior

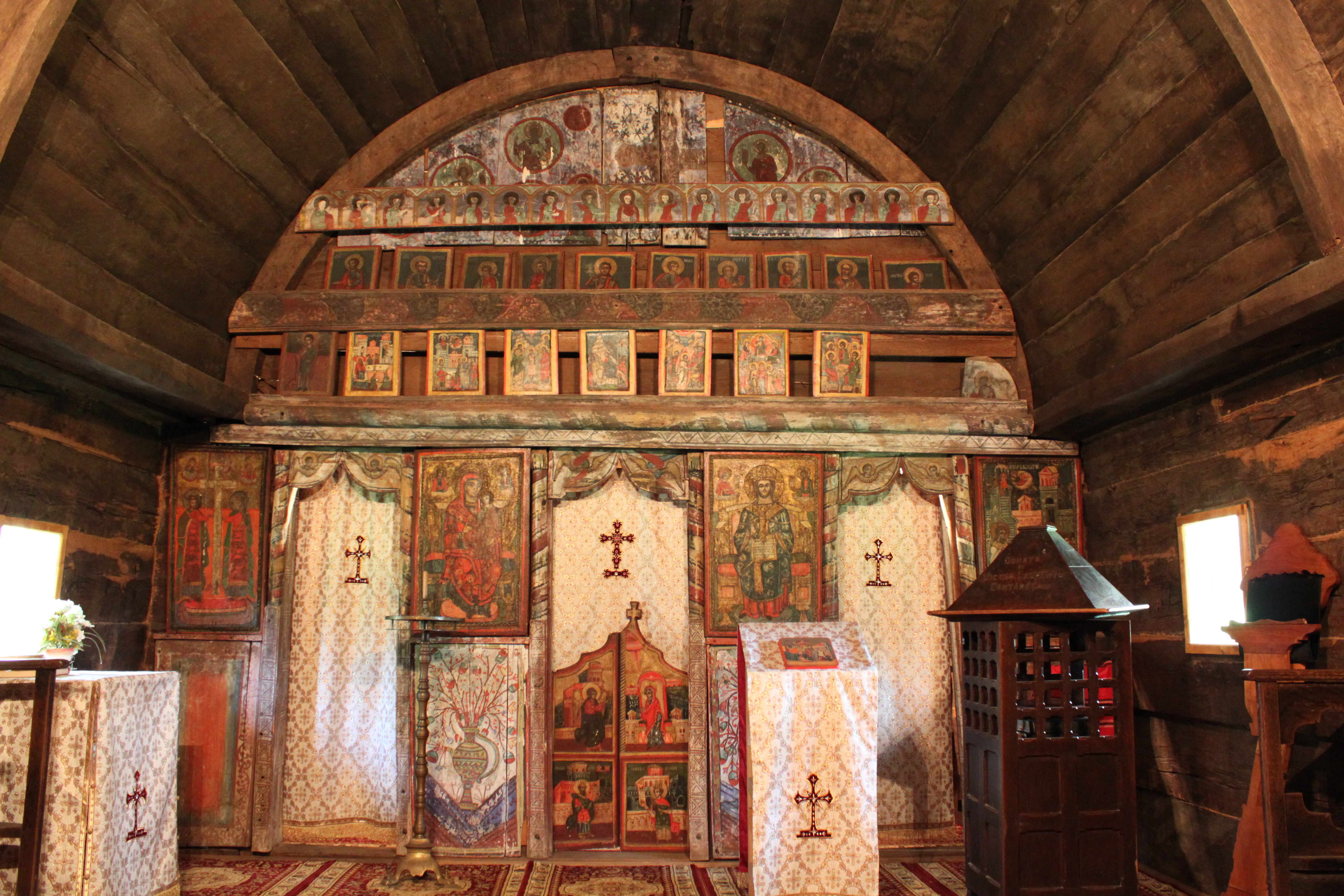
iconostas
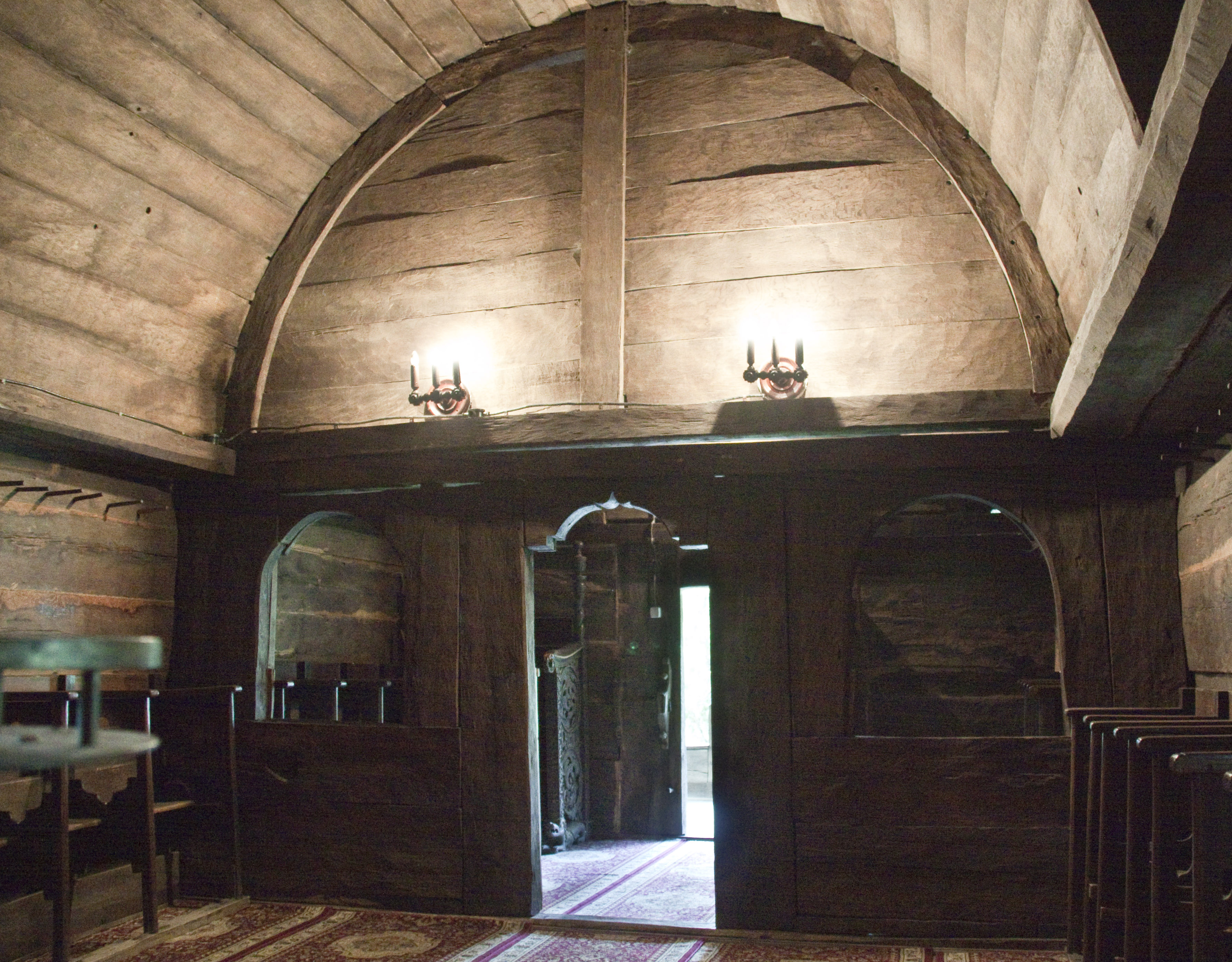
naos, vest
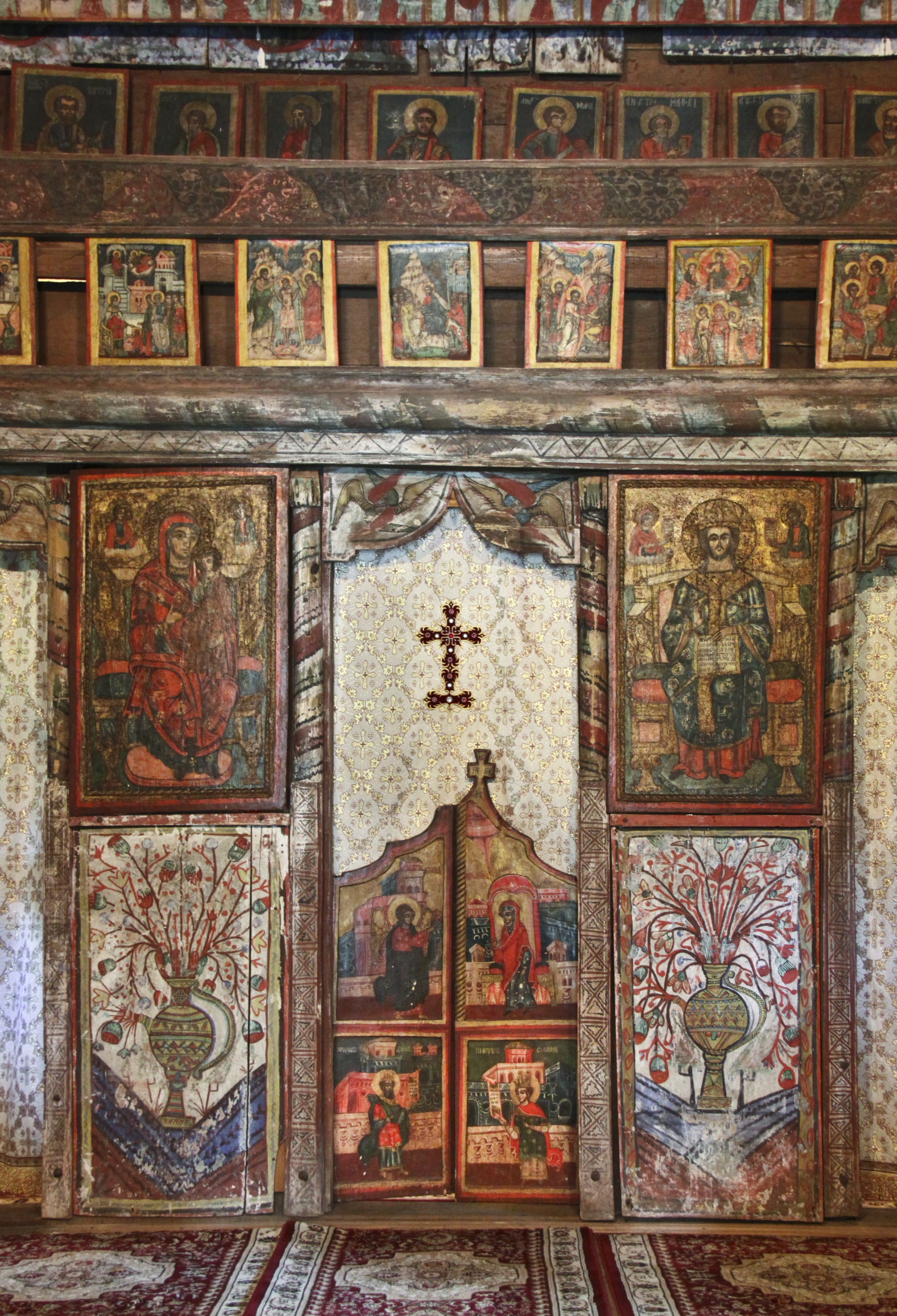
uşile împărăteşti
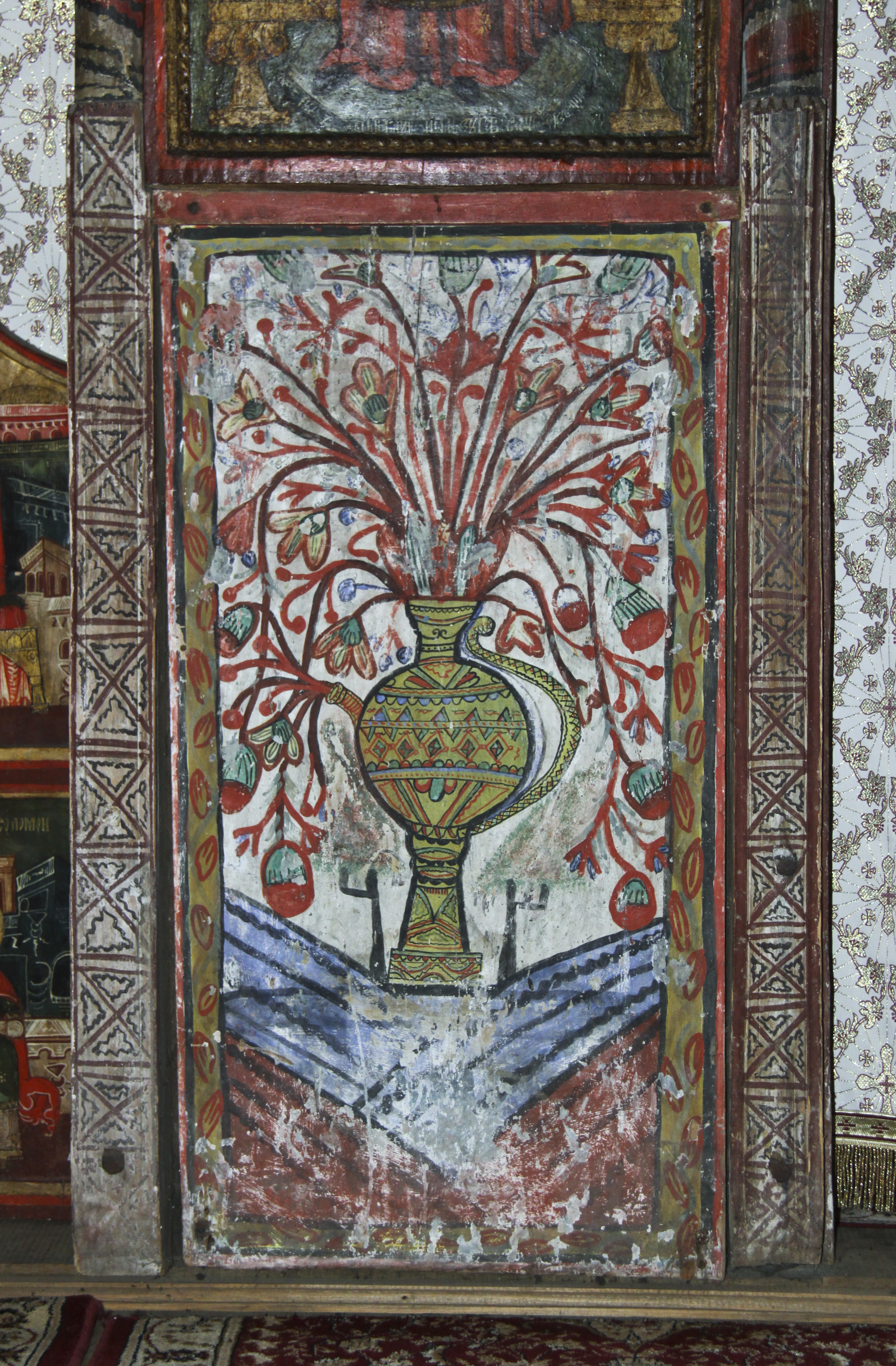
poală de icoană împărătească
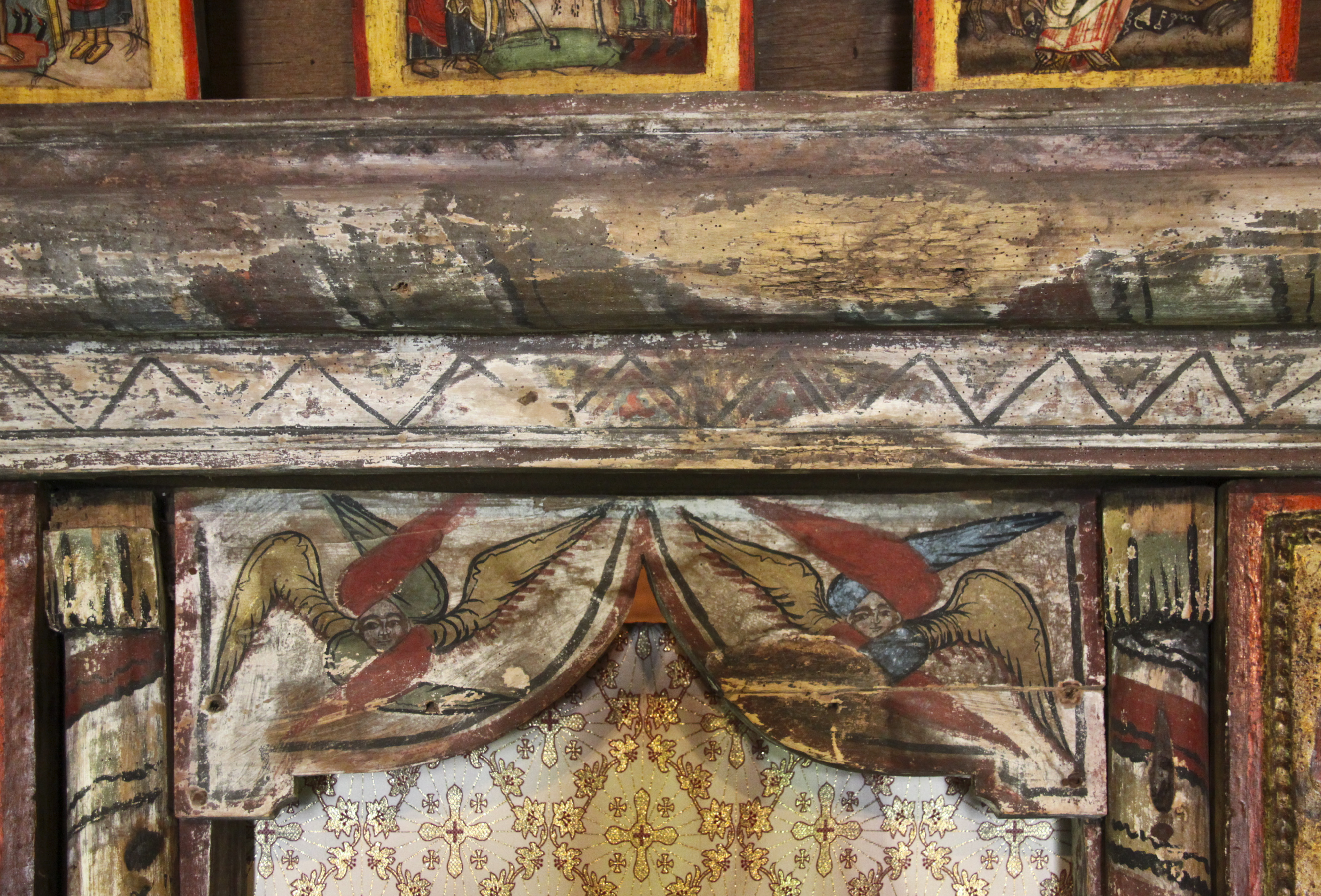
peste uşă diaconească
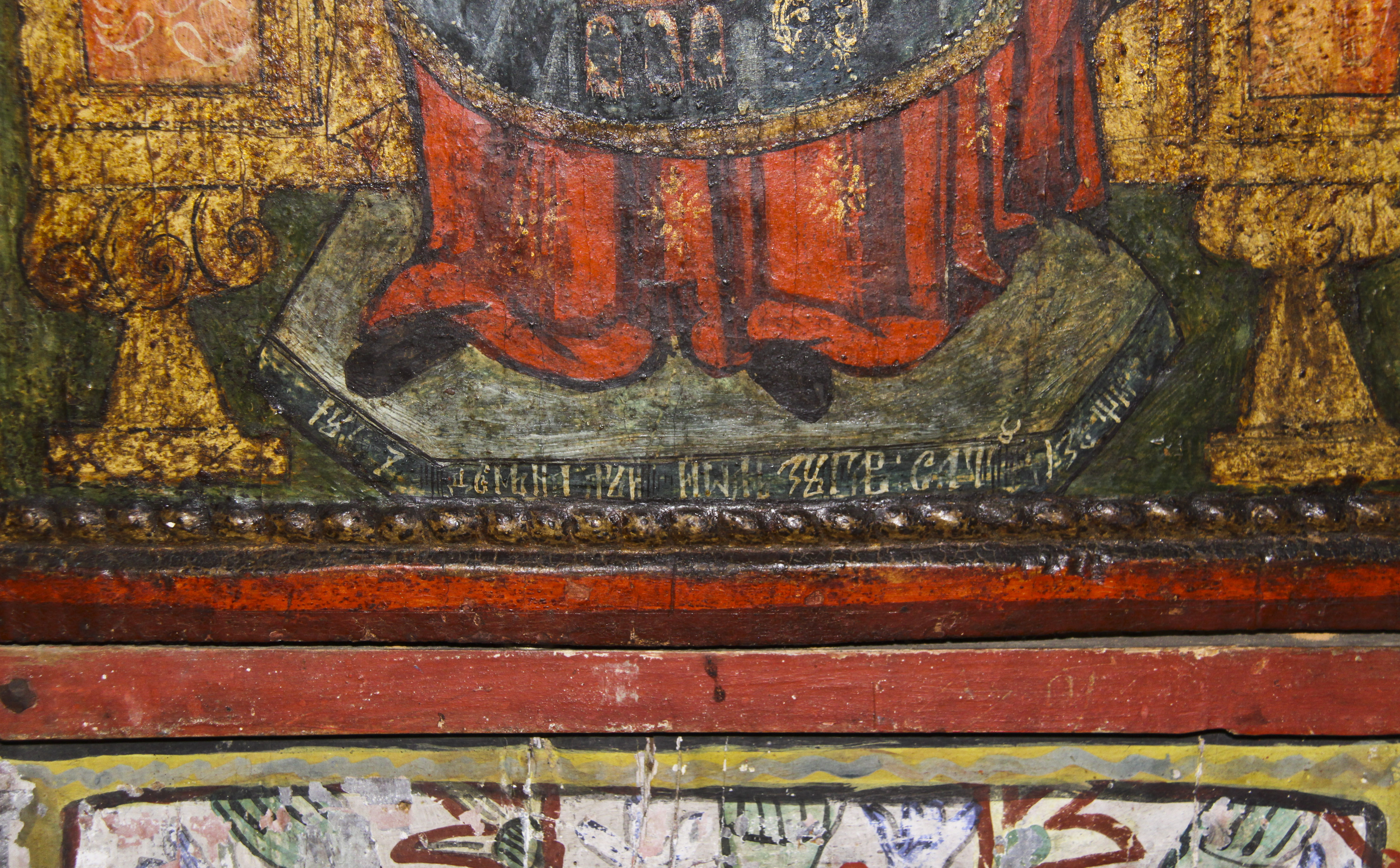
1847
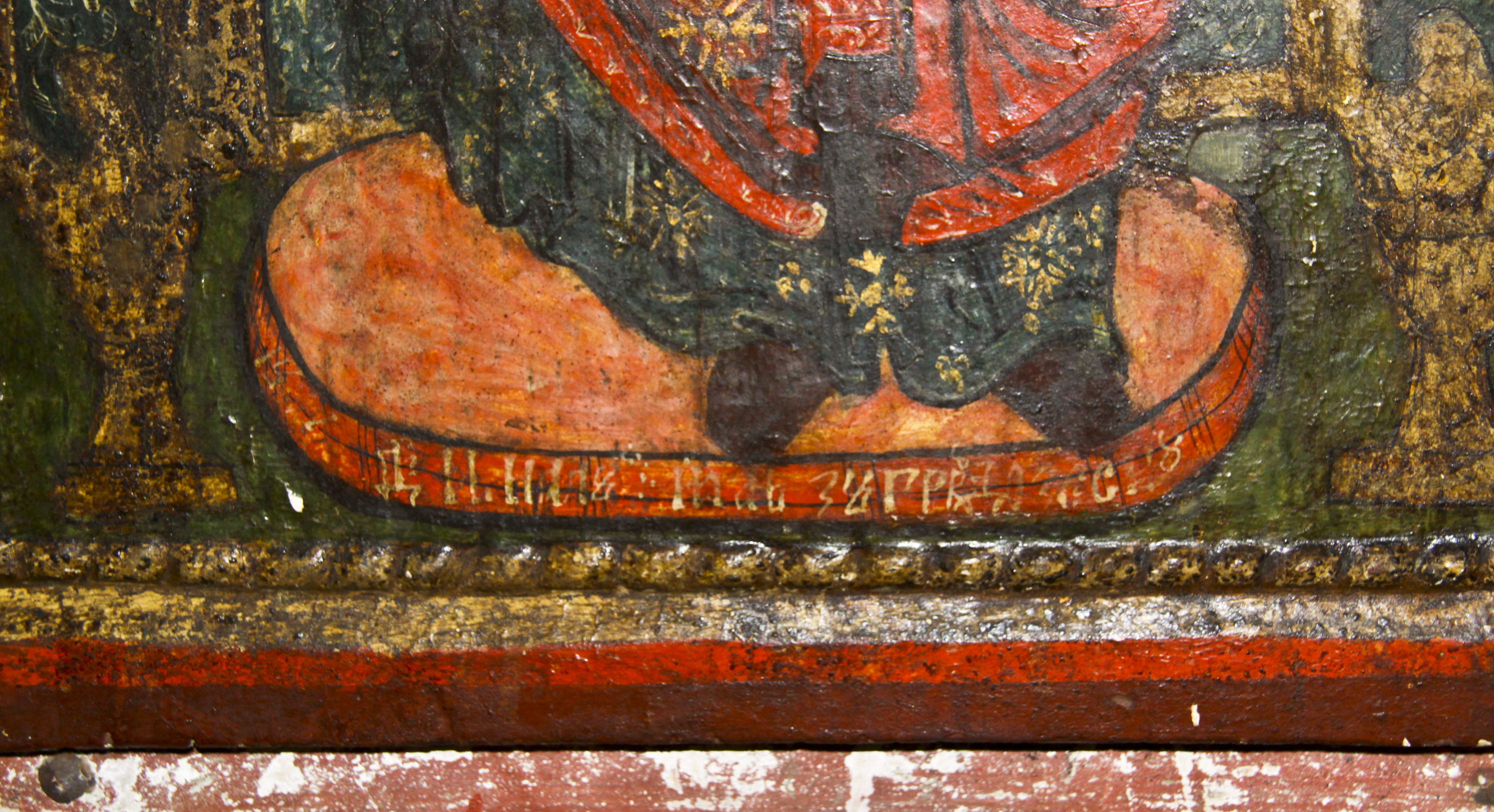
1847
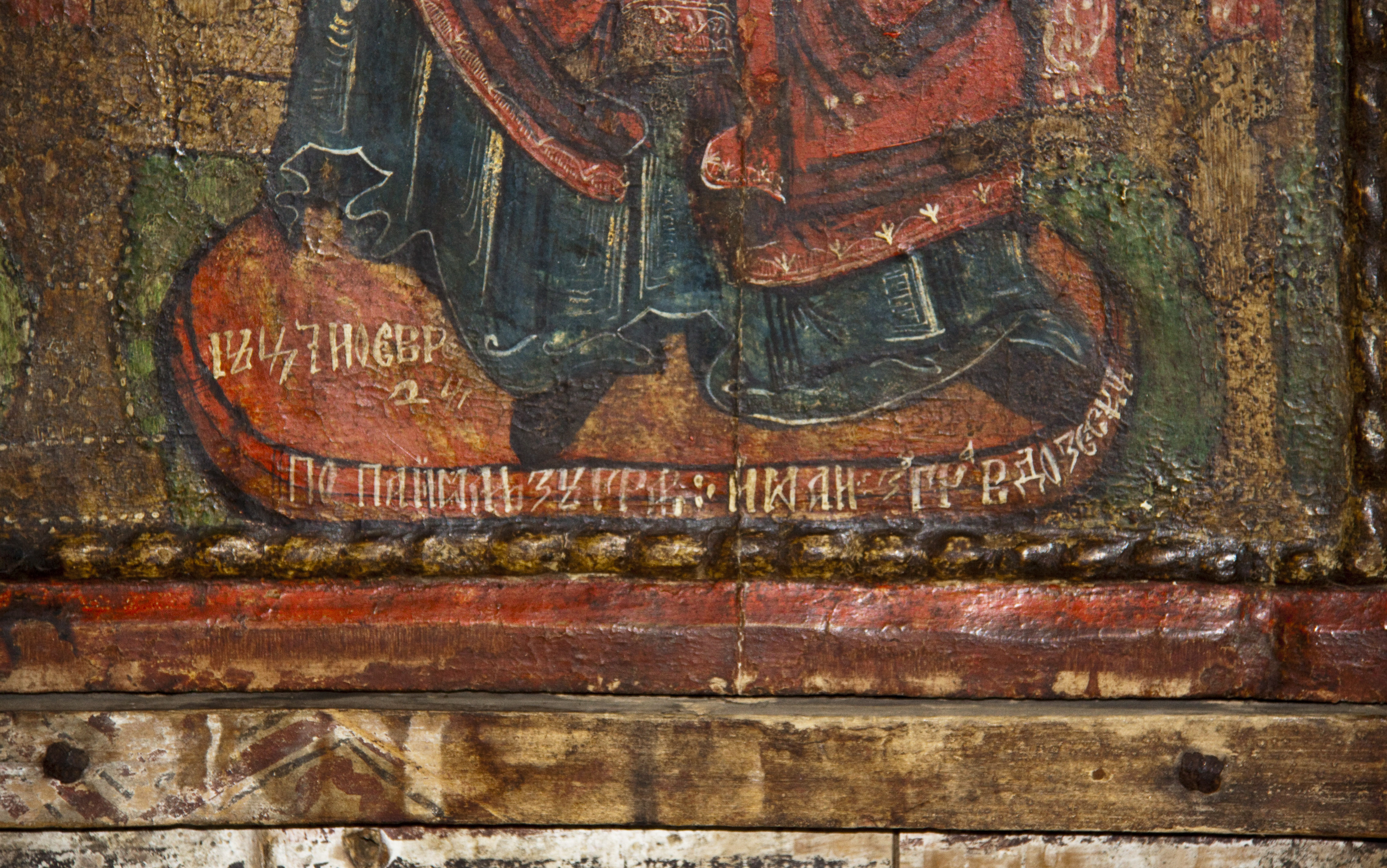
1847
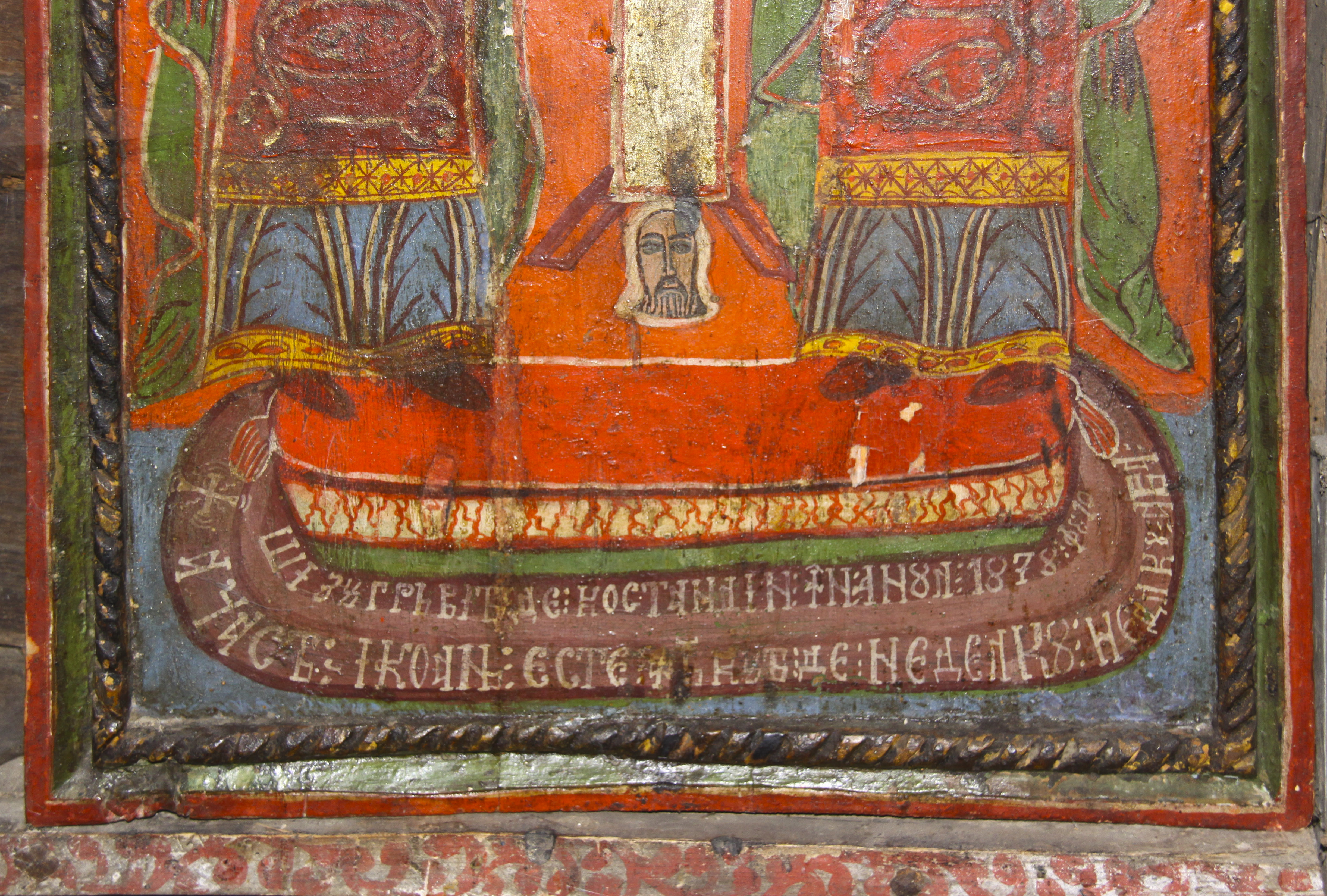
1878
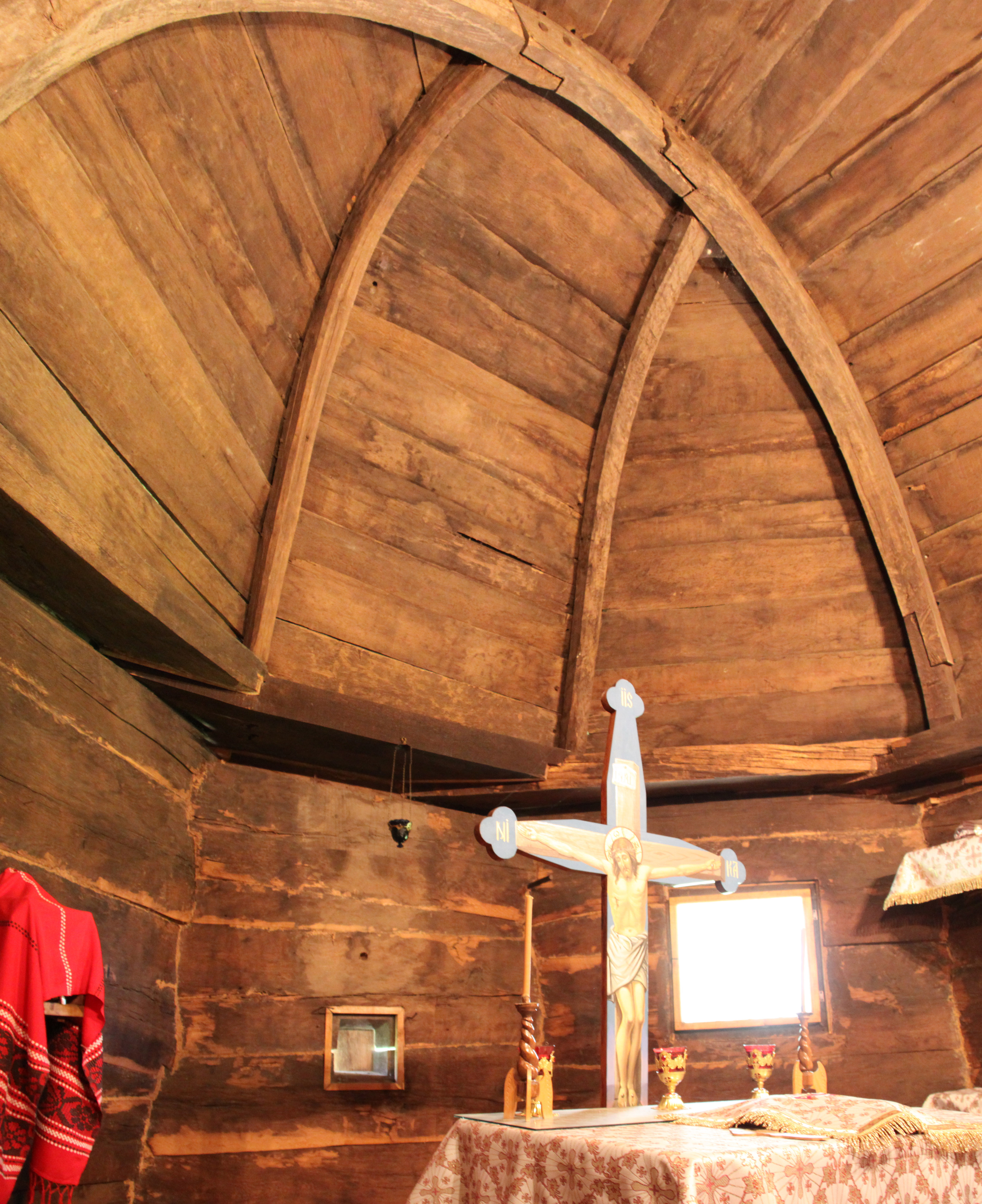
altar
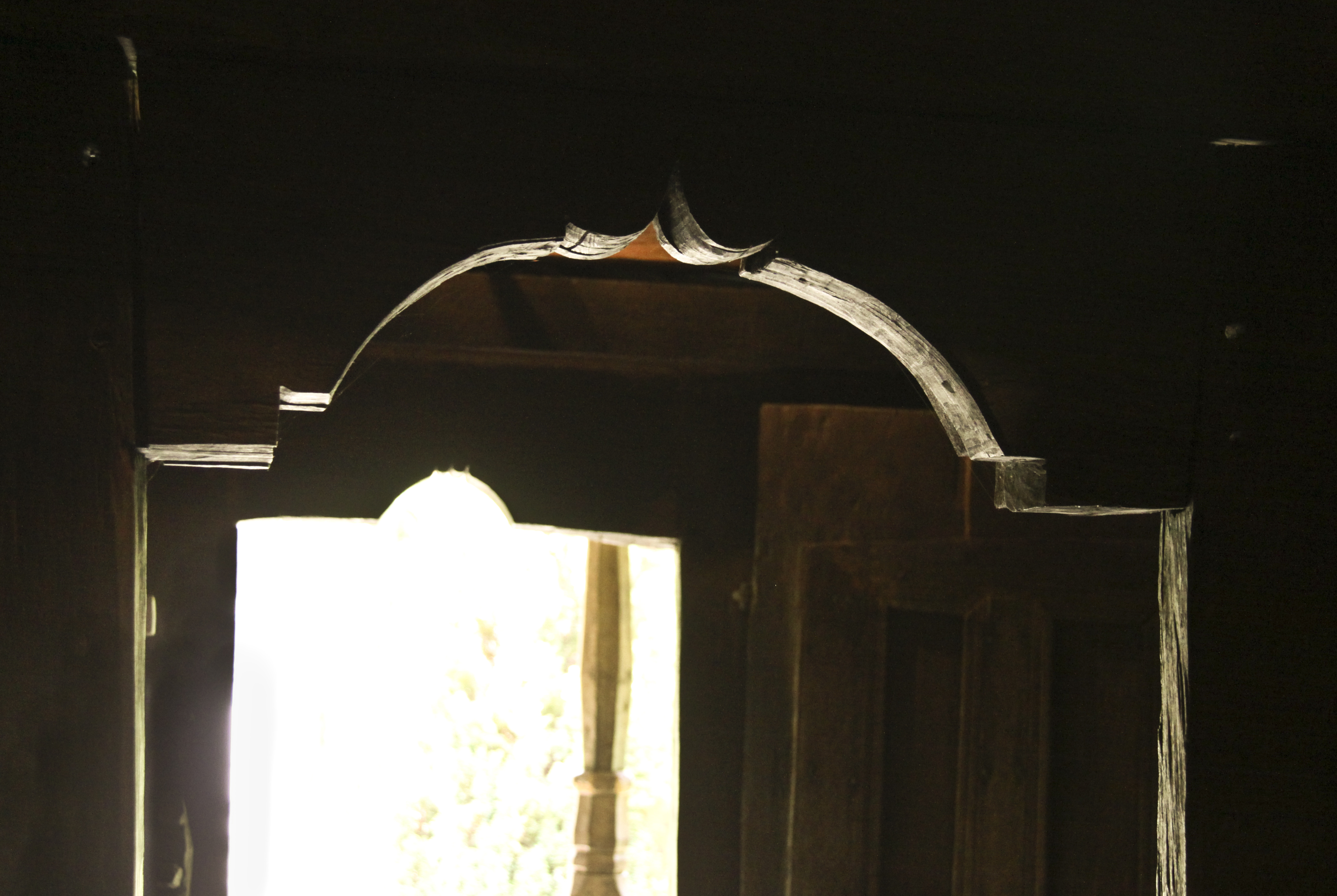
intrări
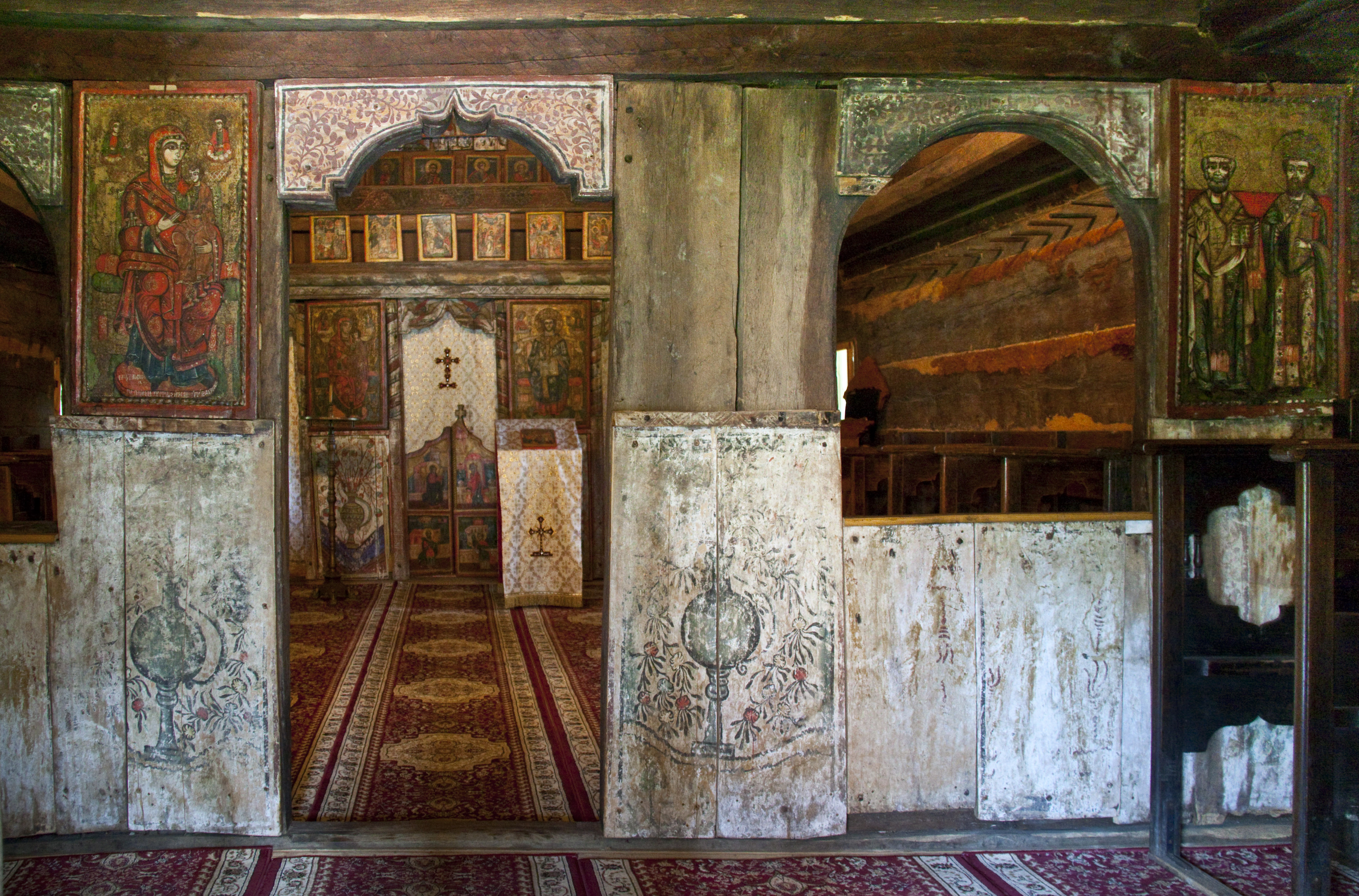
tindă
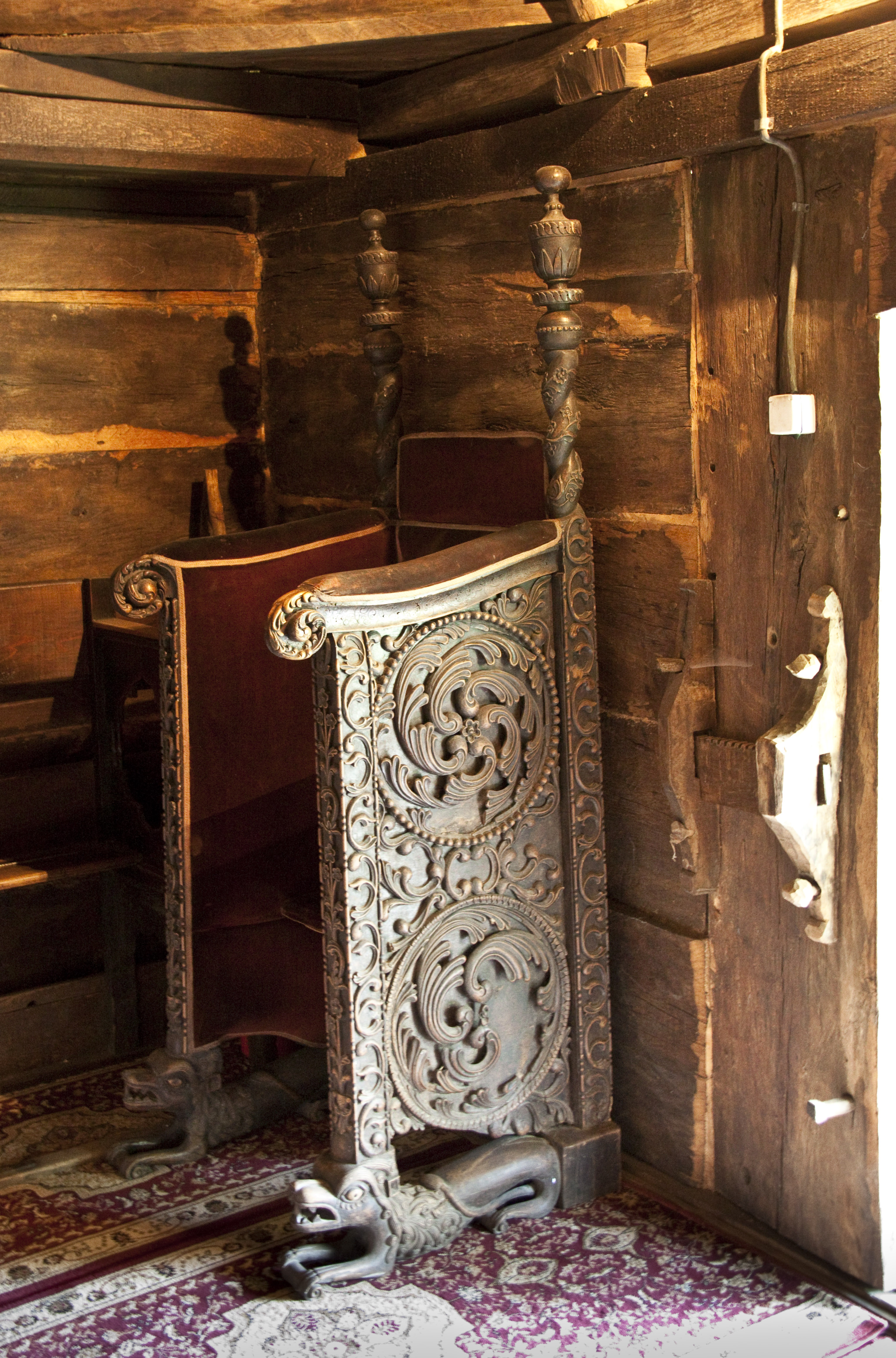
jilţul arhieresc al mănăstirii Curtea de Argeş
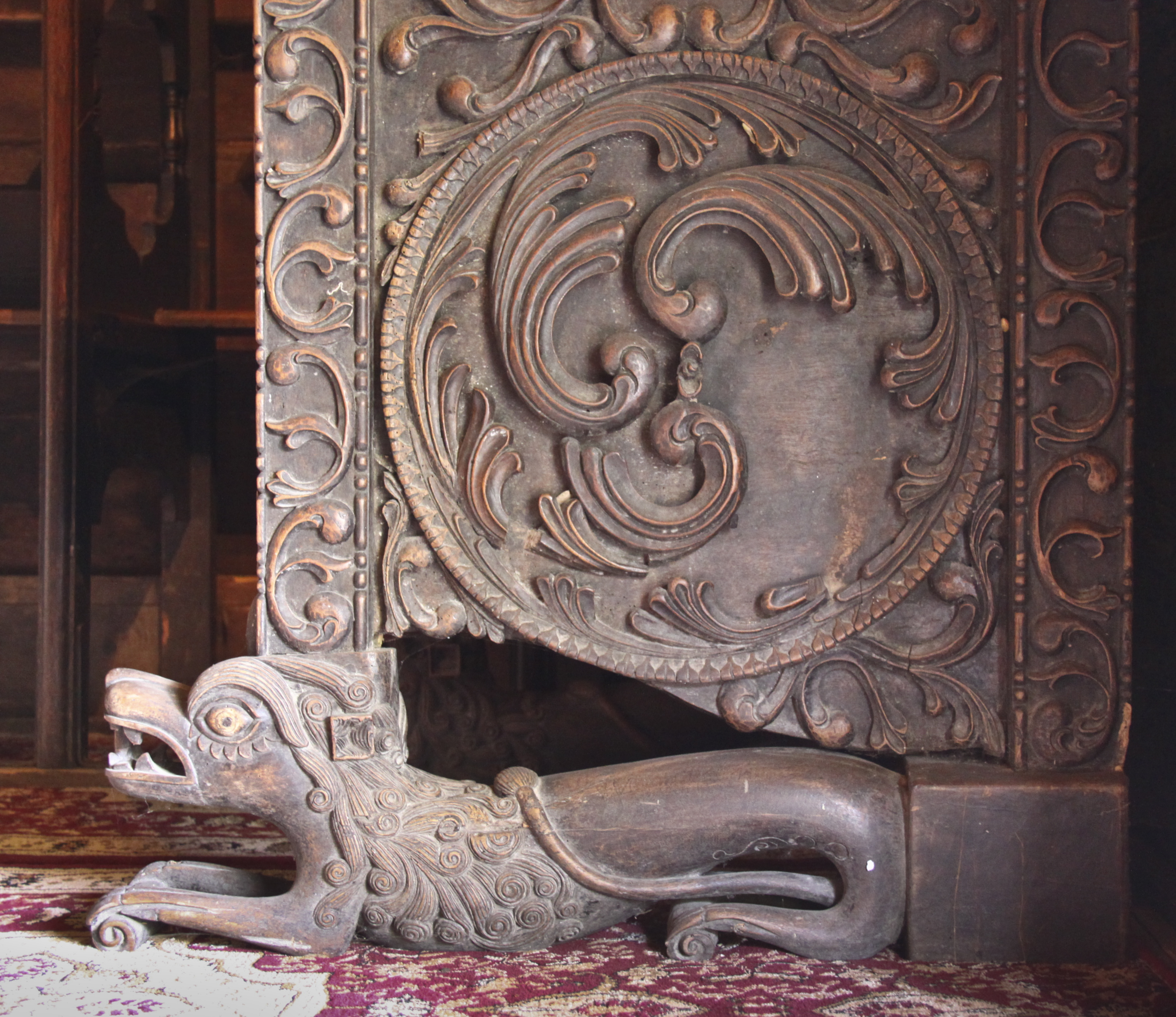
detaliu jilţ